# William Brennagh
William Thomas Edmund „Billy” Brennagh  (ur. 13 sierpnia 1877 w Brampton, zm. 22 października 1934 w Hamilton)  – kanadyjski zawodnik lacrosse, który na Igrzyskach Olimpijskich 1904 w Saint Louis wraz z kolegami zdobył złoty medal w grze drużynowej.